# Élection présidentielle santoméenne de 2006
La quatrième élection présidentielle de Sao Tomé-et-Principe depuis l'introduction du multipartisme en 1990 s'est déroulée le 30 juillet 2006.

## Candidats
Trois candidats se sont présentés cette année-là :
- Fradique de Menezes, président sortant élu pour la première fois en 2001, soutenu par le Mouvement pour les forces de changement démocratique - Parti libéral, le Parti de convergence démocratique - Groupe de réflexion, le Parti social et libéral (en) et le Front démocratique chrétien (en).
- Patrice Trovoada, fils de l'ancien président Miguel Trovoada, soutenu par l'Action démocratique indépendante et par de nombreux mouvements d'opposition, dont le Mouvement pour la libération de Sao Tomé-et-Principe – Parti social-démocrate ainsi que l'Union des démocrates pour la citoyenneté et le développement, le Coalition démocratique de l'opposition, le Parti des travailleurs santoméens (en), le Parti populaire du progrès (en), le Parti du renouveau démocratique (en), le Parti du renouveau social (en) et l'Union nationale pour la démocratie et le progrès (en).
- Nilo Guimarães, homme d'affaires indépendant.

## Résultats
Le président sortant Fradique de Menezes a gagné dès le premier tour avec plus de 60 % des voix, alors que son principal rival, Patrice Trovoada, a seulement obtenu 38 % des voix. Le troisième candidat, Nilo Guimarães, a eu, quant à lui, moins de 1 % des voix.
| Candidat                           | Candidat                      | Parti                                                                | Votes  | %     |
| ---------------------------------- | ----------------------------- | -------------------------------------------------------------------- | ------ | ----- |
|                                    | Fradique de Menezes           | Mouvement pour les forces de changement démocratique - Parti libéral | 34 859 | 60.6  |
|                                    | Patrice Trovoada              | Action démocratique indépendante                                     | 22 339 | 38.8  |
|                                    | Nilo Guimarães                | Sans étiquette                                                       | 342    | 0.6   |
| Total (participation : 64,9%)      | Total (participation : 64,9%) |                                                                      | 57,540 | 100.0 |
| Électeurs enregistrés              | Électeurs enregistrés         |                                                                      | 91 119 |       |
| Total des votants                  | Total des votants             |                                                                      | 59 178 |       |
| Bulletins nuls                     | Bulletins nuls                |                                                                      | 1 638  |       |
| Source : African Election Database |                               |                                                                      |        |       |